# Янгол-охоронець

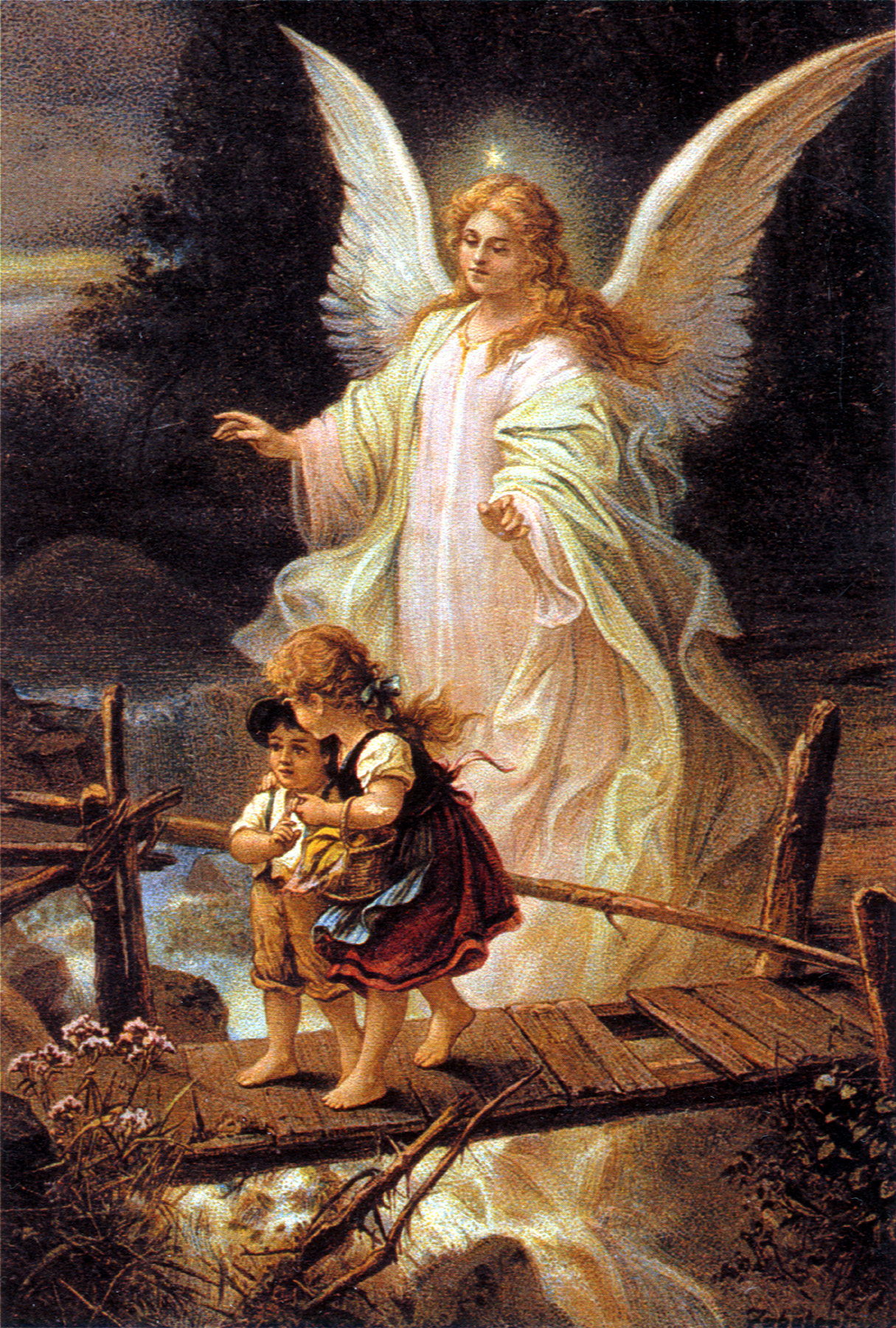
Янгол-охоронець на німецькій поштовій марці, 1900 рік

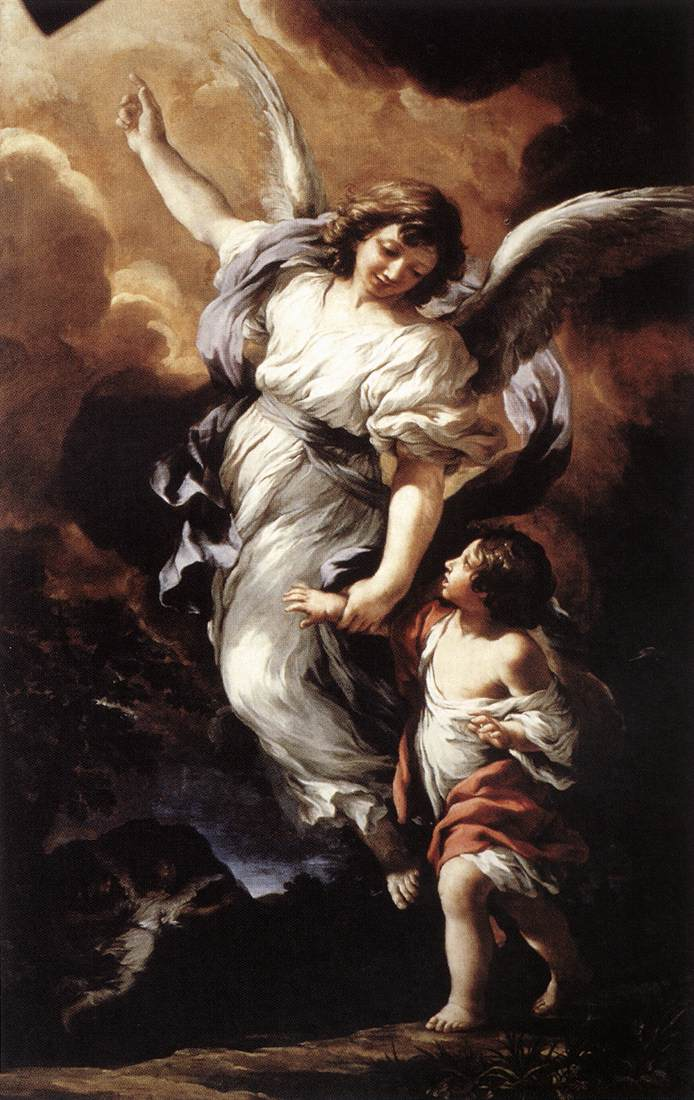
Янгол-охоронець. П'єтро да Кортона, 1656 рік

Янгол-охоронець — янгол, призначений для охорони і наставництва конкретної людини чи спільноти.
За церковними переказами, янгол-охоронець дається людині під час хрещення. Віра в янголів-охоронців широко розповсюдилась вже за апостольських часів. Концепція опікунства янголів і їх ієрархія були розвинені в християнстві у п'ятому столітті Псевдо-Діонісієм Ареопагітом.

## Історія уявлень
Переконання, що Бог посилає духів дивитися за кожною людиною, було поширене у стародавній грецькій філософії, і посилалося на Платона в «Федоні». Ця віра платоніків виводиться безпосередньо (як «ідея» вчення Платона) від зороастризму. Ідея з'являється в Старому Завіті, хоча поняття янгола-охоронця конкретно не сформульоване і не розмежоване з янголами загалом.
У пізньому юдаїзмі наявна концепція зороастрійського походження про те, що люди мають небесного представника, янгола-охоронця. Існувала віра у янголів-охоронців, янголів-прохачів і янголів-покровителів певної країни (Книга Йова 33:23-26, і книга Даниїла 10:13). В останньому випадку під «князем перського царства» мався на увазі одного із палих янголів, також відомого багатьом як демон. У вірші згадується «Михаїл, один з перших князів», і Михаїл є одним з небагатьох янголів, названих в Біблії на ім'я. У Новому Завіті, книга Юди, Михаїл описується як архангел. Книга Єноха, частина канону Ефіопської православної церкви Святого Писання, говорить, що Бог буде «набирати охорону зі святих янголів над усіма праведними» (1 Єноха 100:5), щоб охороняти їх під час кінця часів, у той час як безбожний руйнується.
У Євангелії від Матвія 18:10, Ісус говорить дітям: «Стережіться, щоб ви не погордували ані одним із малих цих; кажу бо Я вам, що їхні Анголи повсякчасно бачать у небі обличчя Мого Отця, що на небі». Часто це розуміють так, що діти знаходяться під захистом янголів-охоронців, і це, імовірно, підтверджується Євреям 1:14, коли говорять про янголів, «Чи не всі вони духи служебні, що їх посилають на службу для тих, хто має спасіння успадкувати?»
У Діяннях 12:12-15 є ще один натяк на переконання у тому, що конкретний янгол призначається для захисту кожної людини. Після того як Петро був виведений з в'язниці янголом, він пішов у будинок Марії, матері Івана, якого ще називали Марком. Служниця Рода впізнала його голос і побігла розповісти гостям, що Петро знаходиться там. Однак гості не повірили і відповіли: "То Ангол його! " (12:15). При цьому янгол Петра найчастіше зображався янголом-охоронцем у мистецтві, найвідоміша — фреска Рафаеля «Визволення апостола Павла з темниці» у Ватикані.